# DEMETER (人工衛星)
DEMETERはフランスの地球観測衛星。電離層を観測するためのセンサーを搭載し、地震発生と電離層に反映される磁気変化の相関関係について研究を行った。DEMETERとは「Detection of Electro-Magnetic Emissions Transmitted from Earthquake Regions」（地震発生地域から放射される電磁波検知）の略であり、ギリシア神話の地母神デメテルにもかけた名称である。

## 概要
1980年代より、地震発生に伴ってVLF帯の電波伝搬に異常が起きていることが旧ソ連の衛星観測によって知られるようになり、地震に先立つ地磁気の変動が電離層を乱して電波の伝わり方に影響を与えている可能性が旧ソ連・フランスの研究者により指摘された。1990年代には地上の電波観測網を構築することによって、地震発生の前兆現象としての地磁気変化を捉える研究が日本などで始まった。この現象の研究をさらに進めるため、フランスの科学者によって地震・火山活動と電離層擾乱の関連を研究する人工衛星が提案され、1998年10月にフランス国立宇宙研究センター(CNES)の小型衛星バスMYRIADEを使用した科学衛星シリーズの最初の1基として採用された。
DEMETERは奥行きと幅が60cmで高さが80cmの立方体で、重量130kgと小型であり、打ち上げ後に磁場センサーを先端に取り付けたアーム1本と、電界センサーのアンテナ4本を伸長する。衛星のコストは1,700万ユーロとされる。
2004年6月29日にバイコヌール宇宙基地よりドニエプルロケットによってその他7基の小型衛星と同時に打ち上げられ、高度715kmを99分で周回する太陽同期準回帰軌道に投入。これは地震発生の前兆を電磁気学的観点から研究する人工衛星として、ロシアのCOMPASS-1（2001年・打ち上げ後通信途絶）、アメリカのQuakeSat（2003年）に続く3番目の試みとなった。
観測データは衛星上のメモリに蓄えられて1日に2回トゥールーズ宇宙センターに送信され、オルレアンのフランス国立環境物理化学研究所(LPC2E)ミッションセンターに転送して分析する体制がとられた。観測ミッションの指揮はDEMETERの提案者でもある同研究所のミシェル・パロ博士によって行われた。
DEMETERは当初2006年まで2年間の運用が予定されたがその後観測期間を延長し、打ち上げから6年半の2010年12月9日をもって機能停止コマンドが送られた。

## 観測結果
DEMETERの2年半分の観測結果と、観測期間中に発生したマグニチュード4.8以上で震源が40km以浅の地震9,000回について照合する統計的な分析が行われ、地震発生の0～4時間前にVLF帯電波の明らかな減少が見られるという研究成果が2007年に発表された。またDEMETERはサモア沖地震(M8.1、2009年9月29日)の7日前、ハイチ地震(M7.0、2010年1月12日)の3日前、チリ地震(M8.8、2010年2月27日)の前に複数の電離層擾乱をそれぞれ観測している。
日本からは電気通信大学のグループが研究に参加しており、DEMETERが受信した標準電波福島県JJY局のホイスラモード波に着目して、宮城県沖地震(M7.2、2005年8月16日) の1週間前より現れた電波強度の顕著な減少を報告した。

## 観測機器
- 磁場センサー IMSC (Instrument Magnetometre Search Coil)

3軸サーチコイル磁力計。3次元の磁場成分（10Hz～18kHz）を計測する。衛星本体からの磁気干渉を避けるため、長さ1.9mのアームの先端に取り付けられている。
- 電界センサー ICE (Instrument Champ Electrique)

アルミニウム製の球状電極を先端に持つ長さ4mのアンテナ4本を伸長し、電界（DC～3.25MHz）の3次元ベクトル成分を計測する。
- ラングミュア探針 ISL (Instrument Sonde de Langmuir)

電離層のプラズマイオンを計測する装置で、球型と円筒型のラングミュア探針を組み合わせている。計測範囲は電子密度が100～500,000/cm3、電子温度500～3,000K。
- プラズマ分析器 IAP (Instrument Analyseur de Plasma)

プラズマイオンの組成（H+、He+、O+、NO+）および密度・温度・速度の分析装置。
- 粒子検出器 IDP (Instrument Detecteur de Plasma)

電離層の高エネルギー電子フラックスを計測するシリコン半導体検出器。エネルギーが70keV～2500keVの電子フラックスを256諧調の強度でカウントする。